# 江戸川乱歩
江戸川 乱歩（えどがわ らんぽ、旧字体：江戶川 亂步、1894年〈明治27年〉10月21日 - 1965年〈昭和40年〉7月28日）は、日本の推理作家、怪奇・恐怖小説家、アンソロジスト。日本推理作家協会初代理事長。位階は正五位。勲等は勲三等。ペンネームの由来は、小説家のエドガー・アラン・ポーのもじり。本名は平井 太郎（ひらい たろう）。
大正から昭和期にかけて活躍し、主に推理小説を得意とした。また、第二次世界大戦後は推理小説分野を中心に評論家や研究家、編集者としても活躍した。乱歩の寄付で創設された江戸川乱歩賞が推理作家の登竜門となるなど、後世にも大きな影響を与えた。

## 経歴

### 生い立ち

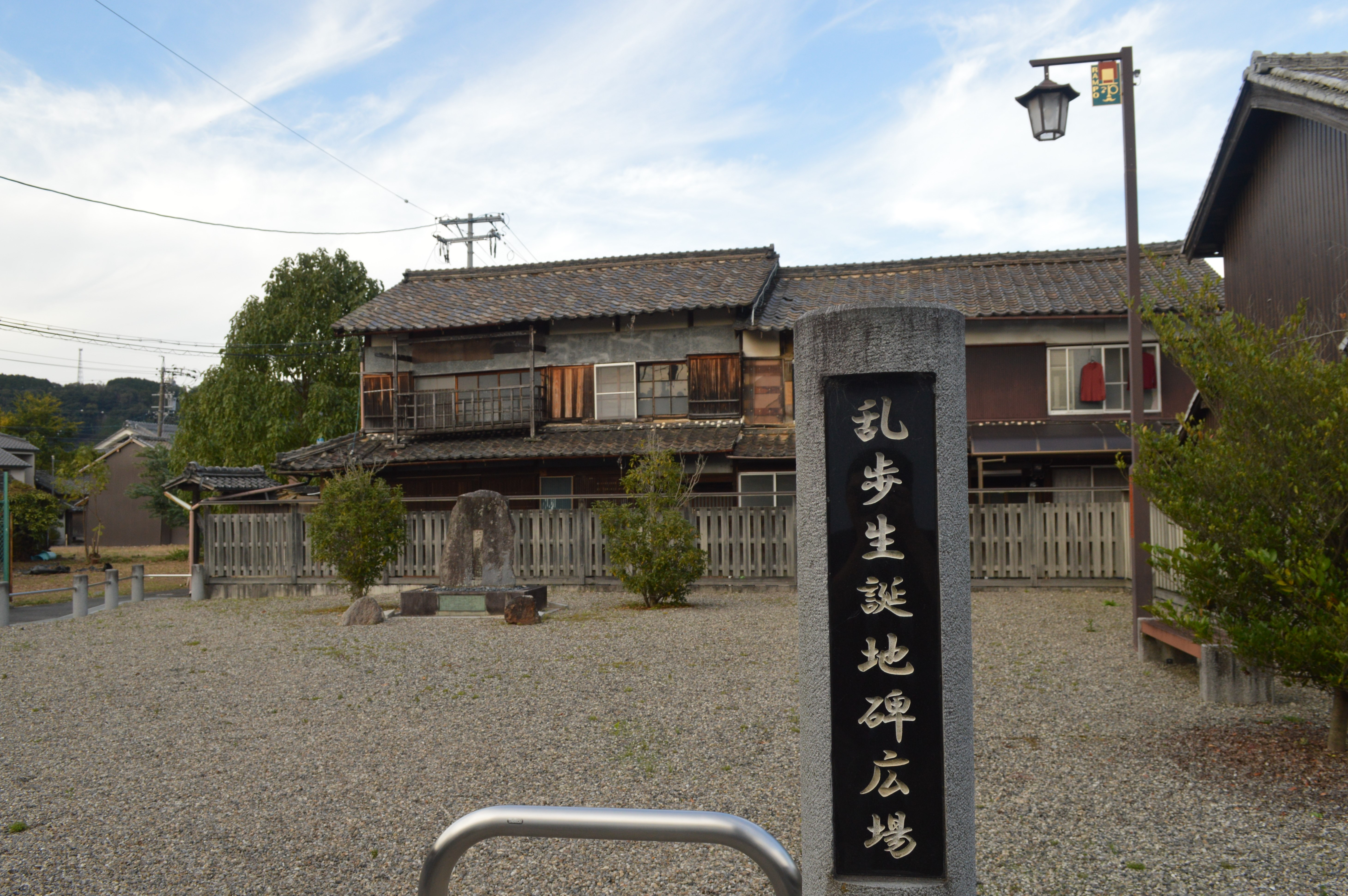
乱歩生誕地碑広場

1894年（明治27年）、三重県名賀郡名張町（現・名張市）で名賀郡役所書記の平井繁男・きくの長男として生まれる（本籍地は同県津市）。平井家は武士の家柄で、祖先は伊豆伊東の郷士だった。のちに伊勢・津藩の藤堂家に仕え、乱歩の祖父の代まで藤堂家の藩士として勤め上げた。
2歳の頃、父の転勤に伴い三重県鈴鹿郡亀山町（現・亀山市）に移り、翌年には愛知県名古屋市に移る。以降、大人になっても引越しを繰り返し、生涯で46回引っ越した。
小学生の頃、母に読み聞かされた菊池幽芳訳『秘中の秘』（ウィリアム・ル・キュー原作）が探偵小説に接した最初であった。中学時代には、押川春浪や黒岩涙香の小説を耽読した。旧制愛知県立第五中学校（現・愛知県立瑞陵高等学校）を卒業し、早稲田大学政治経済学科に進学。在学中に（メルヴィル・D・ポーストに先んじた世界初のトリックという意味で）傑作の処女作『火縄銃』を執筆。博文館の雑誌『冒険世界』に投稿するが、掲載はされなかった。卒業後は貿易会社社員、古本屋、支那そば屋など様々な職業に従事した。

### 就職と結婚
1917年（大正6年）11月、三重県鳥羽の鳥羽造船所電機部（現・シンフォニア テクノロジー）に就職。庶務課に配属されたが、技師長に気に入られ、社内誌『日和（にちわ）』の編集や子供へおとぎ話を読み聞かせる会を開くなど地域交流の仕事に回された。無断欠勤などもあったが許されていたという。『日和』では編集のみならずイラストも描いている。この会社は1年4か月で退職するが、この時期の体験が『屋根裏の散歩者』『パノラマ島奇談』の参考になったという。
1919年、読み聞かせ会で知り合った坂手島の小学校教師である村山隆子と結婚する。

### 作家デビュー
1923年（大正12年）、森下雨村、小酒井不木に激賞され、『新青年』に掲載された『二銭銅貨』でデビューする。欧米の探偵小説に強い影響を受け、本格探偵小説を志す一方で『心理試験』『赤い部屋』といった変格とみなせるような作品も書き、黎明期の日本探偵小説界に大きな足跡を残した。『人間椅子』や『鏡地獄』に代表されるようなフェティシズムや怪奇小説の部類も初期から執筆しており、岩田準一とともに研究していた衆道の少年愛・少女愛、男装・女装、人形愛、草双紙、サディズムやグロテスク、残虐趣味などの要素を含んだ通俗探偵小説も、昭和初期から一般大衆に歓迎された。
当初は小説家として生計を立てるか悩んだと述べており、デビュー作『二銭銅貨』以降は、あくまで兼業の趣味の範疇として散発的に短編小説を執筆するに留まっていた。1925年に森下の企画で『新青年』に6か月連続短編掲載するにあたってその2作目の『心理試験』が好評で踏ん切りがついたと述べている。ここで会社を辞めて小説家一本にしたが、探偵小説家としては早くも行き詰まり、連続掲載の6作目に当たる『幽霊』は自ら愚作と評し、小説家になったことを後悔したという。しかし、森下の紹介で『写真報知』や『苦楽』にも掲載を持てることとなり、探偵小説専門誌である『新青年』には載せられないような通俗的な作品の執筆で生計が安定した。
海外作品に通じ、翻案性の高い作品として『緑衣の鬼』『三角館の恐怖』『幽鬼の塔』などを残している。このほか、探偵小説に関する評論（『幻影城』など）を残している。
また、少年向けとして1936年に発表した、明智小五郎と小林少年や少年探偵団が活躍する『怪人二十面相』は、少年層からの圧倒的な人気を得てシリーズ化され、その他にも少年向けの作品が作られるようになった。
ただ戦時中は、後述するように著作の大半が発禁もしくは絶版状態となり収入源を絶たれたため、当時関わりのあった翼賛壮年団の伝手を頼って食糧営団の福島支部長に就任し、作家活動を諦めサラリーマンとなった。また隣組の活動にも関わり、それ以前の人嫌いの性格が一変し社交家となるきっかけとなったともされる。

### 晩年から死去

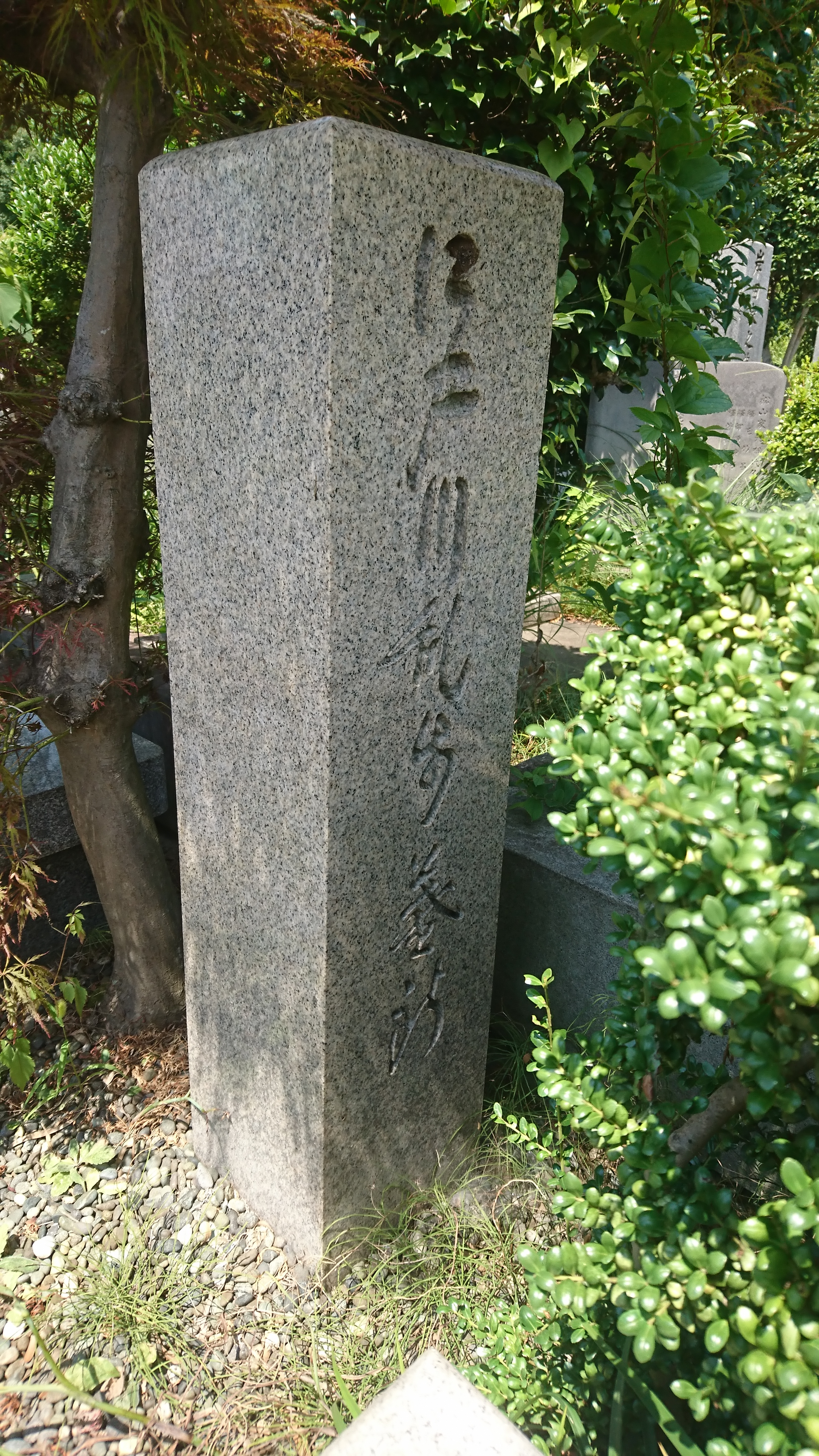
平井家の墓の右脇に江戸川乱歩の墓標がある

戦後も主に評論家、プロデューサーとして活動するかたわら、探偵小説誌『宝石』の編集・経営に携わった。また、日本探偵作家クラブの創立と財団法人化に尽力した。同クラブに寄付した私財100万円の使途として江戸川乱歩賞が制定され、同賞は第3回より長編推理小説の公募賞となる。
晩年は高血圧、動脈硬化、副鼻腔炎（蓄膿症）を患い、さらにパーキンソン病を患ったが、それでも家族に口述筆記させて評論・著作を行った。
1965年（昭和40年）7月28日、蜘蛛膜下出血のため東京都豊島区池袋の自宅で70歳で没した。戒名は智勝院幻城乱歩居士。31日、正五位勲三等瑞宝章を追贈される。8月1日、推理作家協会葬が行われた。墓所は多磨霊園（26区1種17側6番）。

## 業績

### 小説家として
創作活動初期は、『D坂の殺人事件』『心理試験』など、いわゆる本格派推理小説（探偵小説）の短編作品を執筆し、日本人の創作による探偵小説の基礎を築いた。トリックや題材に欧米の諸作からの影響を感じさせるが、単なる模倣でなく乱歩の独創性が活かされている。
探偵小説の王道というべき本格派を志向していたが、それらの作品は大衆からあまり支持されなかった。大衆は幻想・怪奇小説、犯罪小説に分類できる変格ものと称される作品を好んだ。『赤い部屋』『人間椅子』『鏡地獄』などが代表的な変格ものといえる。
1926年（大正15年）12月より1927年（昭和2年）2月までの約3か月間、朝日新聞に『一寸法師』を連載する。病欠の山本有三の代役だった。作品は評判がよく、映画化された。しかし乱歩は小説の出来に満足できず休筆宣言をし、各地を放浪したという（以後、戦前の乱歩は「休筆中に放浪」というパターンが多くなる）。
1928年（昭和3年）8月、14か月の休筆のあと、乱歩は自己の総決算的中篇『陰獣』を発表する。これは変態性欲を題材にした作品で、不健康とみなされた一方、横溝正史（当時の探偵小説の雑誌『新青年』の編集者）により「前代未聞のトリックを用いた探偵小説」と絶賛された。戦前の本格探偵小説の新時代を築いたといえる。『新青年』は『陰獣』を8月増刊号、9月号、10月号の3回に分けて掲載したが、初回の載った増刊号は増刷するほどで、当時の世評の高さがうかがえる。
1929年（昭和4年）8月より通俗長編『蜘蛛男』をかねてより執筆依頼のあった『講談倶楽部』に連載する。この作品は自身の趣向であった「エログロ・猟奇・残虐趣味」を前面に押し出したものだった。作品は大好評で、これを契機として乱歩は続けざまにヒット作を連発させる。単行本は数十版を重ねた。これは探偵小説をポピュラーな地位に押し上げたといえる（通俗長編について乱歩は、黒岩涙香やモーリス・ルブラン、ポーなどから着想をえたと言っており、事実、そのような作品が多い）。
乱歩の通俗長編が大衆に歓迎された理由は、作品自体の面白さ以外に、時代的背景が影響していたといえる。金融恐慌の影響で、世間にはいわゆる「エログロナンセンス」といわれる退廃的気風が満ちていた。これらの通俗長編は、初期作品に比べると破綻があり（乱歩自身認めている）、これがミステリーの低俗化を招いたとする批判がある。評論家の権田萬治は、著書『日本探偵作家論』において、乱歩の長編は翻案など一部を除きほとんどがプロットに破綻をきたしていると述べ、作品としての完成度を批判している。一方、乱歩と長年親交のあった評論家中島河太郎は、1974年刊の『小学館万有百科事典』（ジャンルジャポニカ）において、低俗性を認める一方で、市場拡大の貢献を言及している。
1931年（昭和6年）5月、乱歩初の『江戸川乱歩全集』全13巻が平凡社より刊行開始された。総計約24万部の売り上げを記録し、経営の行き詰まっていた平凡社を建て直すきっかけになったという。
乱歩は執筆に関して、長編小説のプロットをまとめることが苦手だったという。多くの長編連載を場当たりで執筆し、筋の展開に行き詰まってしまうことがあった。ストーリー展開の行き詰まりから休筆を繰り返すこととなった。また、長編を作り上げるにあたり、程度の低い作品を書いているという意識に苛まれていた。これも休筆の要因といえる。
とりわけ、探偵小説の本舞台である『新青年』に本格ものを書こうとして行き詰まった経緯がある。『悪霊』は1934年（昭和9年）1月号までに3回中断し、探偵文壇の不評を被った。これ以外に、木々高太郎、小栗虫太郎らの台頭により、乱歩は自分の時代が過ぎ去ったと感じ始める。
1935年（昭和10年）頃より、乱歩は評論家として広く活躍し始める。評論集『鬼の言葉』は、その最初の成果である。その一方で、1936年（昭和11年）初めての少年ものを執筆する。のちにシリーズ化される『怪人二十面相』を雑誌『少年倶楽部』に連載した。この作品は少年読者の圧倒的支持を受け、乱歩のもとに多数のファンレターが来たという。以後、乱歩は創作レパートリーに少年ものを定期的に加えるようになった。
日本が戦争体制を強化していくに従い芸術への検閲が強まっていき、日中戦争に勃発した1937年（昭和12年）頃よりその度合いは強くなった。探偵小説は内務省図書検閲室によって検閲され、表現の自由を制限された。
1939年（昭和14年）以降は検閲が激化し、無茶な削除訂正が頻発し、『芋虫』が発禁になっている。内務省が「探偵小説は禁止」と公の場で発表したことはないが、「乱歩は危ない」と感じた各出版社側が乱歩の名をブラックリストに載せてしまうこととなった。
1941年（昭和16年）に入ってからは原稿依頼が途絶え、旧著がほぼ絶版になった。同年12月、日本が太平洋戦争に突入すると、探偵小説は少年ものですら執筆不可能となり、乱歩は小松龍之介の名で子供向きの作品（科学読み物「知恵の一太郎」など）や内務省の検閲対象とならない海軍省の会報に論評を載せるなどしていた。
この時期、少年時代のノートから気になった近年の新聞記事など取り溜めておいた資料をスクラップブックに貼るようになった。他見させるつもりはなかったようであるが、没時までに9冊に増え、後に『貼雑年譜』（はりまぜねんぷ）として復元・刊行され、乱歩自身や日本の推理小説史の貴重な史料となっている。
太平洋戦争中、抹殺されていた探偵文壇は戦後、GHQの占領政策終了のもと復興し始める。戦後は、創作以外に活動の幅を広げ、評論や講演を行う。また、1946年から始めた愛好家の集まり「土曜会」を発展させ、1947年に探偵作家クラブ（後の日本推理作家協会）の結成を行う。雑誌『少年』1949年（昭和24年）1月号から連載の『青銅の魔人』で少年向け小説を再開する。
評論の分野では、1947年（昭和22年）に『随筆探偵小説』を上梓。1951年（昭和26年）には『幻影城』、1954年（昭和29年）に『続・幻影城』、1958年（昭和33年）に『海外探偵小説作家と作品』が上梓される。これらの評論集は、乱歩の優れた批評眼と洞察力がうかがえる探偵小説論・探偵作家論といえる。
戦後においても、大衆は乱歩の「本格もの」よりも「変格もの」を支持し、作家としても日本・海外を問わず既出のトリックがある本格推理が軽蔑されたため、乱歩だけではなく変格ものが中心に執筆された。乱歩が本意としていた本格ものはあまり反響がなかった。同時期に多数発表された長編探偵小説の中で、戦後継続して再刊され続けた（ほとんどの作品は入手できない時期は存在しなかった）のは乱歩の作品だけである。なお、文庫5000万部という空前のリバイバルとなった横溝正史ですら、戦前作品は『人形佐七捕物帳』などごく一部を除けば一時的に再刊されただけである。また、推理小説（ミステリ）の枠に留まらず、怪奇・幻想文学において存在意義がある。猟奇・異常性愛を描いた作品は後年の官能小説に多大な影響を残した。
また、戦後に再開した少年探偵団シリーズは子どもたちから絶大な支持を受け、昭和30年代頃から映像化された。戦後は雑誌『少年』の発行元だった光文社から『少年探偵江戸川乱歩全集』として全23巻が刊行された。乱歩最晩年の1964年（昭和39年）頃から光文社は絶版となり、版権はポプラ社へ移動する。ポプラ社では、『少年探偵江戸川乱歩全集』として乱歩が児童向けとして書いた作品を全26巻で刊行した。さらに乱歩の大人向けの作品を代作者が児童向けに書き直したものを20巻刊行し、全46巻の大全集となった。シリーズのほとんどで敵役となっている怪人二十面相は、推理小説の架空キャラクターとしては、シャーロック・ホームズ、アルセーヌ・ルパン、明智小五郎、金田一耕助らと並んで、日本では広く親しまれている。なお、戦後に発表されたものについては、戦前に大人向けに書いた推理小説・怪奇小説を代作者が子供向きに翻案した結果、明智小五郎など登場人物の性格が、乱歩自身の設定と異なっていることがあった。

### プロデューサーとして

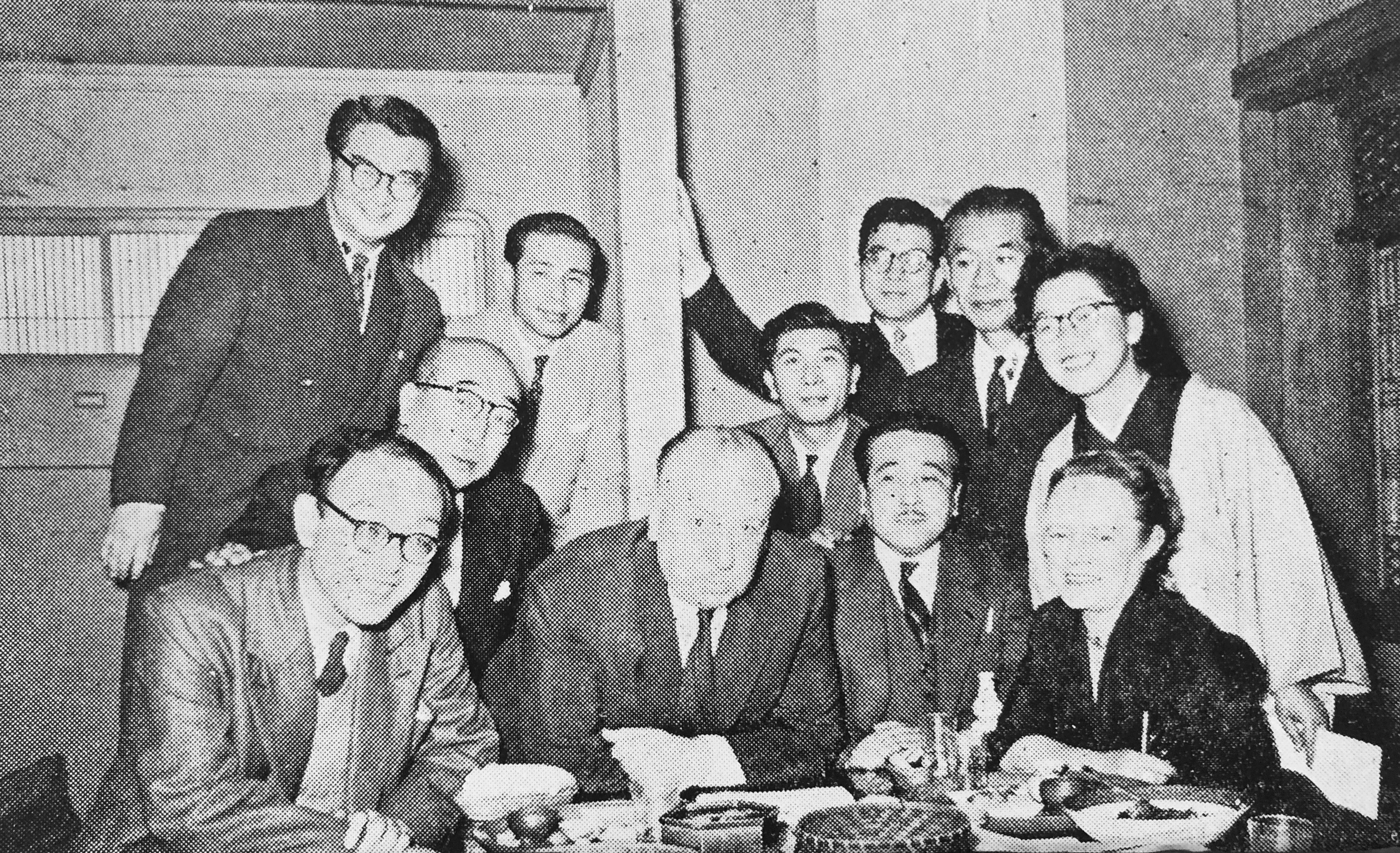
来日したヒッチコックを囲む乱歩、淀川長治、双葉十三郎、植草甚一ら（1955年）

戦後は、新人発掘にも熱心で、高木彬光、筒井康隆、大薮春彦、星新一など、乱歩に才能を見出された作家は少なくない。『宝石』編集長時代には、多くの一般作家に推理小説発表の場を与えている。代表的な作家に、歌舞伎評論家の戸板康二がいる。また、小林信彦を宝石社にスカウトし、アルフレッド・ヒッチコックの名を冠した雑誌『ヒッチコック・マガジン』の編集長に推薦している。
日本国外の推理作家との交流にも積極的で、エラリー・クイーンと文通してアメリカ探偵作家クラブ (MWA) の会員にもなったほか、フランスのイゴール・B・マスロフスキー、オランダのロバート・ファン・ヒューリック、W・G・キエルドルフ（nl）、ソビエト連邦のロマン・キム（ru）、韓国の金来成らと文通し、彼らを介して各国の推理小説事情を日本に紹介した。
晩年には、SF小説に興味を持ち、筒井康隆、矢野徹など、黎明期の日本のSF関係者を援助し、商業出版に尽力した。1959年のインタビューでは、「推理物は一作目にいいものが多く、クリスティを例外に、一般的に年を取るにつれ筆が鈍る。自分にはすでに創意がない。60歳の誕生日会のとき再び筆を取ると宣言したが、書いてみたら納得がいかなかった。代わりに今後は探偵小説史のようなものをまとめたい」と語ったが、その夢は実現されなかった。
「全集」は没後刊行が一般的な時代、生前・没後に各4度 にわたり「全集」刊行した作家は分野を問わず他には存在しない。
内外から尊敬を込め大乱歩とも呼ばれた。師事した山田風太郎は、『風眼抄』で「『大乱歩』という言葉もある。ほかにも一世を風靡した作家や、大衆から敬意を表された作家や、芸術的にもっと高いものを書いた作家は多いのに、大の字を冠してこれほどおかしくない人も珍らしい。」と書いている。なお、他に「大」を冠して呼ばれることの多いアレクサンドル・デュマ・ペール（大デュマ）や谷崎潤一郎（大谷崎）には、同じ文筆家として名高い息子や弟と区別する意味合いもあるが、乱歩にはそうした区別対象はない。

## 栄典
- 1961年 - 紫綬褒章受章[19]
- 1965年 - 勲三等瑞宝章受章
- 1965年 - 正五位

## 家族
両親
- 父 - 平井繁男（実業家、官吏）
- 母 - きく（津藩家臣の長女）

妻子
- 妻 - 村山隆（りう）子（現・鳥羽市坂手島の学校教師）

1919年（大正8年）、鳥羽造船所を退職したのち、東京で三人書房を営んでいた時代に結婚。1982年9月2日、脳血栓で死去、享年85。
- 平井隆太郎（心理学者、立教大学名誉教授。「少年探偵」シリーズの著作権継承者。）

孫
- 平井憲太郎（鉄道研究家、『とれいん』編集者）

兄弟
- 平井蒼太（作家）

## 旧江戸川乱歩邸および記念施設

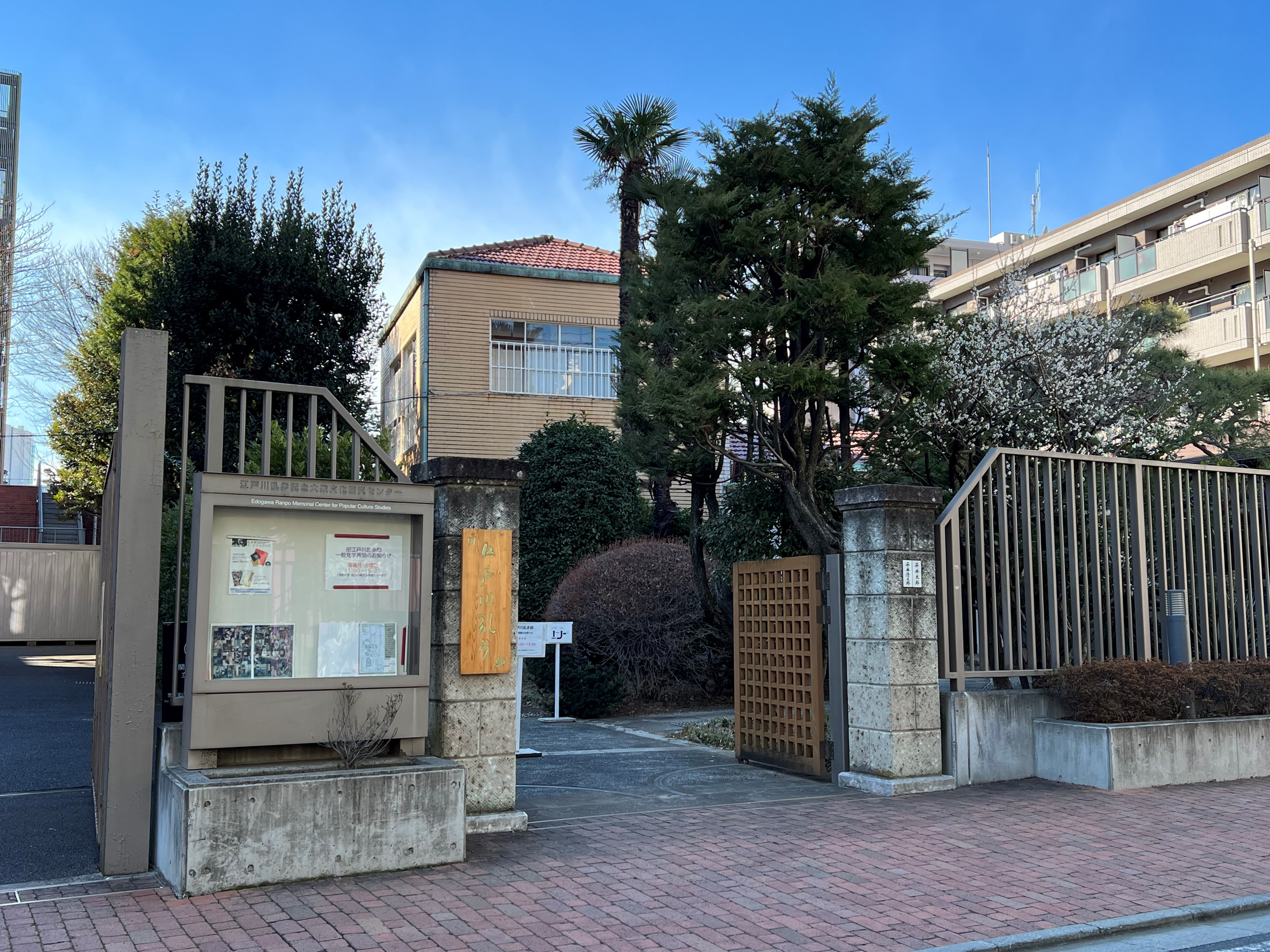
江戸川乱歩記念大衆文化研究センター（旧江戸川乱歩邸）

- 乱歩は46回転居したが、現在の東京都豊島区西池袋にある家を気に入り、没時まで31年住み続け、当初は月額90円で賃借していた家を買い取って増築した[20]。敷地は1000平方メートルを超え、母屋と土蔵があり、太平洋戦争末期の1945年4月の城北大空襲でも焼失を免れた[20]。立教大学と隣接しており、子息である平井隆太郎が立教大学教員だったこともあり、2002年に同大学が旧江戸川乱歩邸と蔵書、原稿・書簡などを譲り受けて「江戸川乱歩記念大衆文化研究センター」として保存している[20]。引き継いだ資料には、家族旅行などを生前を写した8ミリフィルム映像も含まれる[20]。蔵書は和書1万3000冊、雑誌5500冊、洋書2600冊に及び、図書館のようにラベルを貼って整理していた[20]。
- 1980年（昭和55年）1月になって、1924年（大正13年）9月から東京へ転居する1926年（大正15年）1月まで2階を書斎にしていた、当時「守口町外島694番地」であった大阪府守口市八島町の家が今も残っていることが判明した。この家は一時期一般開放されていたが、2010年（平成22年）に解体された。「江戸川乱歩寓居の跡」と書かれた記念碑板が掲げられていた[※ 5] が、民家が解体された後に建造されたワンルームマンションにこの記念碑板も移築され同地に現存する[※ 6]。
- 2002年、三重県鳥羽市にある乱歩と親交の深かった岩田準一の邸宅に鳥羽みなとまち文学館がオープンした[21]（複数棟からなり鳥羽みなとまち文学館〜江戸川乱歩館〜として整備された）[22]。しかし、2021年10月の火災で建物4棟のうち本館だった旧宅母屋と書斎が全焼したため休館[22]。2023年4月29日に隣接する空き家を活用してリニューアルオープンすることになり[22]、江戸川乱歩館として展示内容も江戸川乱歩と岩田準一に特化した施設となった[23]。
- 名張市の生家跡には「江戸川乱歩生誕地碑」が建てられている[24]。また、名張駅前には江戸川乱歩の銅像がある[24]。
- 2024年、テレビアニメ『名探偵コナン』11月16日・23日放送分において「乱歩邸殺人事件」前編・後編として旧江戸川乱歩邸を舞台としたエピソードが放送された。

## エピソード
- 1919年、岩井三郎探偵事務所（ミリオン資料サービス）を何の紹介もなく訪ねて雇って欲しいと頼み、断られた[25]。
- ファンにサインを求められると必ず色紙に「うつし（現）世はゆめ よるの夢こそまこと」あるいは「昼〔ひる〕は夢 夜〔よ〕ぞ現〔うつつ〕」と書き添えた。
- 稚児趣味があり、若い歌舞伎役者を可愛がり、ただのファンを越えた関係があった[26]。
- 2015年、未発表手記が発見された。日付は1936年で原稿用紙38枚[27]。

## 作品一覧
- 著作権は既に消滅し、パブリックドメインとなっている。江戸川乱歩の小説は色々な形で出版され、かつ作品集の類も戦前から現在まで何度も刊行されている。文庫で多数の作品を収録しているものとして、光文社文庫の「江戸川乱歩全集」（全30巻）、創元推理文庫（全20巻）、春陽文庫「江戸川乱歩文庫」（改訂版）、ポプラ社文庫（児童向け）などがある。没後半世紀を経て著作権が失効したことを受け、角川文庫（改訂版）、岩波文庫、文春文庫でも刊行されている。

### 探偵小説

#### 明智小五郎もの（長編）
- 『一寸法師』（『東京朝日新聞』1926年12月 - 1927年2月） - 連載時の挿絵は柴田春光でこれを含めたものが東京創元社から『湖畔亭事件』の名で刊行中[28]。
- 『蜘蛛男』（『講談倶楽部』1929年8月 - 1930年6月） - 挿絵は松野一夫と林唯一でこれに加えて次回予告も復刻したものが東京創元社から同名の書籍として刊行中[29]。
- 『猟奇の果』（『文芸倶楽部』1930年1月 - 12月）
- 『魔術師』（『講談倶楽部』1930年7月 - 1931年5月） - 挿絵は岩田専太郎でこれを含めたものが東京創元社から同名の書籍として刊行中[30]。
- 『黄金仮面』（『キング』1930年9月 - 1931年10月） - 挿絵は吉邨二郎でこれを含めたものが東京創元社から同名の書籍として刊行中[31]。
- 『吸血鬼』（『報知新聞』1930年9月 - 1931年3月） - 挿絵は岩田専太郎でこれを含めたものが東京創元社から同名の書籍として刊行中[32]。
- 『黒蜥蜴』（『日の出』1934年1月 - 11月） - 挿絵は林唯一でこれを含めたものが東京創元社から同名の書籍として刊行中[33]。
- 『人間豹』（『講談倶楽部』1934年1月 - 1935年5月） - 挿絵は嶺田弘（林唯一と画風がよく似ているとされる[34]）と岩田専太郎でこれを含めたものが東京創元社から同名の書籍として刊行中[35]。
- 『悪魔の紋章』（『日の出』1937年9月 - 1938年10月） - 挿絵は伊東顕でこれを含めたものが東京創元社から同名の書籍として刊行中[36]。
- 『暗黒星』（『講談倶楽部』1939年1月 - 12月） - 挿絵は伊東顕で東京創元社から『何者』として刊行中[37]。
- 『地獄の道化師』（『富士』1939年1月 - 12月）
- 『化人幻戯』（『別冊宝石』 - 『宝石』1954年11月 - 1955年10月） - 乱歩晩年の「本格」ものに挑戦した作品[38] と言われる。
- 『影男』（『面白倶楽部』1955年1月 - 12月） - 挿絵は戸上英介でこれを含めたものが東京創元社から同名の書籍として刊行中[39]。

#### 明智小五郎もの（中短編）
- 『D坂の殺人事件』（『新青年』1925年1月） - 連載当時の挿絵を収録した状態で東京創元社から『D坂の殺人事件』として刊行中[40]。
- 『心理試験』（『新青年』1925年2月）
- 『黒手組』（『新青年』1925年3月） - 挿絵は不明[41]でこれを含めたものが東京創元社から『算盤が恋を語る話』として刊行中[42]。
- 『幽霊』（『新青年』1925年5月） - 挿絵は不明[41]でこれを含めたものが東京創元社から『算盤が恋を語る話』として刊行中[42]。
- 『屋根裏の散歩者』（『新青年』1925年8月）
- 『何者』（『時事新報』1929年11月 - 12月） - 挿絵は松野一夫でこれを含めたものが東京創元社から同名の書籍として刊行中[37]。
- 『兇器』（『大阪産業経済新聞』1954年6月）
- 『月と手袋』（『オール讀物』1955年4月）

#### その他の探偵・ノンシリーズ
- 『二銭銅貨』（『新青年』1923年4月）
- 『一枚の切符』（『新青年』1923年7月） - 挿絵は不明[41]ででこれを含めたものが東京創元社から『算盤が恋を語る話』として刊行中[42]。
- 『恐ろしき錯誤』（『新青年』1923年11月） - 挿絵は不明[41]でこれを含めたものが東京創元社から『算盤が恋を語る話』として刊行中[42]。
- 『二癈人』（『新青年』1924年6月） - 連載当時の挿絵を収録した状態で東京創元社から『D坂の殺人事件』として刊行中[40]。
- 『双生児』（『新青年』1924年10月） - 挿絵は不明[41]でこれを含めたものが東京創元社から『算盤が恋を語る話』として刊行中[42]。
- 『赤い部屋』（『新青年』1925年4月） - 連載当時の挿絵を収録した状態で東京創元社から『D坂の殺人事件』として刊行中[40]。
- 『日記帳』（『写真報知』1925年4月） - 挿絵は松野一夫でこれを含めたものが東京創元社から『算盤が恋を語る話』として刊行中[42]。
- 『算盤が恋を語る話』（『写真報知』1925年4月） - 挿絵は松野一夫でこれを含めたものが東京創元社から同名書籍として刊行中[42]。
- 『盗難』（『写真報知』1925年5月） - 挿絵は斉藤五百枝でこれを含めたものが東京創元社から『算盤が恋を語る話』として刊行中[42]。
- 『白昼夢』（『新青年』1925年7月） - 連載当時の挿絵を収録した状態で東京創元社から『D坂の殺人事件』として刊行中[40]。
- 『指環』（『新青年』1925年7月） - 挿絵は不明[41]でこれを含めたものが東京創元社から『算盤が恋を語る話』として刊行中[42]。
- 『夢遊病者の死』（『苦楽』1925年7月） - 挿絵は不明[41]でこれを含めたものが東京創元社から『算盤が恋を語る話』として刊行中[42]。
- 『百面相役者』（『写真報知』1925年7月） - 挿絵は斉藤五百枝でこれを含めたものが『人でなしの恋』として東京創元社から刊行中[43]。
- 『一人二役』（『新小説』1925年9月）- 挿絵担当は不明[44]でこれを含めたものが東京創元社から『人でなしの恋』として刊行中[43]。
- 『疑惑』（『写真報知』1925年9月） - 挿絵は松野一夫でこれを含めたものが『人でなしの恋』として東京創元社から刊行中[43]。
- 『人間椅子』（『苦楽』1925年10月）
- 『接吻』（『映画と探偵』1925年12月）- 挿絵担当は不明[44]でこれを含めたものが東京創元社から『人でなしの恋』として刊行中[43]。
- 『闇に蠢く』（『苦楽』1926年1月 - 11月で連載中絶） - 1927年に完結
- 『湖畔亭事件』（『サンデー毎日』1926年1月 - 5月） - 挿絵は名越国三郎[45]でこれを含めて収録したものが東京創元社から同名書籍として刊行中[28]。
- 『空気男』（原題：二人の探偵小説家）（『写真報知』1926年1月 - 2月で連載中絶） （未完）
- 『踊る一寸法師」（『新青年』1926年1月）- 挿絵担当は不明[44]でこれを含めたものが東京創元社から『人でなしの恋』として刊行中[43]。
- 『毒草』（『探偵文芸』1926年1月） - 連載当時の挿絵を収録した状態（作者不明[46]）で東京創元社から『D坂の殺人事件』として刊行中[40]。
- 『覆面の舞踏者』（『婦人之国』1926年1月 - 2月） - 挿絵は椛島勝一でこれを含めたものが『人でなしの恋』として東京創元社から刊行中[43]。
- 『灰神楽』（『大衆文芸』1926年3月） - 挿絵は伊藤幾久造でこれを含めたものが『人でなしの恋』として東京創元社から刊行中[43]。
- 『火星の運河』（『新青年』1926年4月） - 連載当時の挿絵を収録した状態で東京創元社から『D坂の殺人事件』として刊行中[40]。
- 『モノグラム』（『新小説』1926年7月）- 挿絵担当は不明[44]でこれを含めたものが東京創元社から『人でなしの恋』として刊行中[43]。
- 『お勢登場』（『大衆文芸』1926年7月） - 連載当時の挿絵を収録した状態で東京創元社から『D坂の殺人事件』として刊行中[40]。
- 『人でなしの恋』（『サンデー毎日』1926年10月） - 挿絵は名越国三郎でこれを含めたものが同名書籍として東京創元社から刊行中[43]。
- 『パノラマ島奇談』（別表記：パノラマ島綺譚）（『新青年』1926年10月 - 1927年4月）
- 『鏡地獄』（『大衆文芸』1926年10月）
- 『木馬は廻る』（『探偵趣味』1926年10月） - 挿絵は存在しない[47]。
- 『陰獣』（『新青年』1928年8月 - 10月） - 挿絵は竹中英太郎で東京創元社から発行されていた『日本探偵小説全集〈２〉江戸川乱歩集』に収録されている。
- 『芋虫』（原題：悪夢）（『新青年』1929年1月）
- 『孤島の鬼』（『朝日』1929年1月 - 1930年2月） - 連載時に挿絵を担当した竹中英太郎の挿絵は東京創元社から刊行されている同名書籍に収録[48]。
- 『押絵と旅する男』（『新青年』1929年6月）
- 『蟲』（『改造』1929年9月 - 10月） - 連載当時の挿絵を収録した状態（作者不明[46]）で東京創元社から『D坂の殺人事件』として刊行中[40]。
- 『盲獣』（『朝日』1931年2月 - 1932年3月） - 挿絵は竹中英太郎でこれを含めたものが同名書籍として東京創元社から刊行中[49]。
- 『目羅博士』（原題『目羅博士の不思議な犯罪』）（『文芸倶楽部』1931年4月）
- 『地獄風景』（『平凡社版江戸川乱歩全集』1931年5月 - 1932年4月） - 全集付録冊子への連載、挿絵は竹中英太郎と横山隆一でこれを含めたものが『盲獣』として東京創元社から刊行中[49]。
- 『恐怖王』（『講談倶楽部』1931年6月 - 1932年5月）
- 『鬼』（『キング』1931年11月 - 1932年2月）
- 『火縄銃』（『平凡社版江戸川乱歩全集』1932年4月） - 学生時代（1916年以前）の習作
- 『悪霊』（『新青年』1933年11月 - 1934年1月で連載中絶） （未完）[※ 7]
- 『妖虫』（『キング』1933年12月 - 1934年10月） - 挿絵は岩田専太郎と小林秀恒でこれを含めたものが東京創元社から同名書籍として刊行中[50]。
- 『石榴』（『中央公論』1934年9月） - 連載当時の挿絵を収録した状態で東京創元社から『D坂の殺人事件』として刊行中[40]。
- 『大暗室』（『キング』1936年12月 - 1939年6月） - 挿絵は田代光（後に素魁と改名）、創元推理文庫から田代の挿絵も収録した状態で刊行されている[51]。
- 『偉大なる夢』（『日の出』1943年11月 - 1944年12月） - 米国相手の戦意高揚小説
- 『断崖』（『報知新聞』1950年3月）
- 『防空壕』（『文藝』1955年7月） - 連載当時の挿絵を収録した状態で東京創元社から『D坂の殺人事件』として刊行中[40]。
- 『十字路』（講談社、1955年11月、書き下ろし） - 渡辺剣次による第一稿を書きなおし。トリック、構想も渡辺剣次の案出。
- 『堀越捜査一課長殿』（『オール讀物』1956年4月）
- 『妻に失恋した男』（『産経時事』1957年10月 - 11月）
- 『ぺてん師と空気男』（桃源社、1959年11月、書き下ろし）
- 『指』（『ヒッチコック・マガジン』1960年1月）
- 『薔薇夫人』（未収録作品）

#### 翻案・再筆小説
- 『白髪鬼』（『富士』1931年4月 - 1932年4月」） - マリー・コレリ作『ヴェンデッタ』（Vendetta, A Story of One Forgotten）の黒岩涙香による翻案小説『白髪鬼』を書きなおしたもの。
- 『緑衣の鬼』（『講談倶楽部』1936年1月 - 12月）- イーデン・フィルポッツ作『赤毛のレドメイン家』（The Red Redmaynes）の翻案小説。挿絵は嶺田弘と伊東顕でこれを含めたものが東京創元社から同名書籍として刊行中[52]。
- 『幽霊塔』（『講談倶楽部』1936年12月 - 1937年4月） - アリス・マリエル・ウィリアムソン作『灰色の女』（A Woman in Grey）の黒岩涙香による翻案小説『幽霊塔』を書きなおしたもの。挿絵は伊東顕が担当して、これを含めたものが東京創元社から同名書籍として刊行中[53]。
- 『鉄仮面』（1938年） - フォルチュネ・デュ・ボアゴベイ作『サン・マール氏の二羽のつぐみ』（Les Deux Merles de M. de Saint-Mars）の黒岩涙香による翻案小説『鉄仮面』を小中学生向けに書きなおしたもの。
- 『幽鬼の塔』（『日の出』1936年4月 - 1940年3月） - ジョルジュ・シムノン作『聖フォリアン寺院の首吊男』（Le Pendu de Sant-Phollien）の翻案小説。
- 『三角館の恐怖』（『面白倶楽部』1951年1月 - 12月） - ロジャー・スカーレット作『エンジェル家の殺人』（Murder Among the Angells）の翻案小説。挿絵は富永謙太郎でこれと連載時の懸賞記事を含めたものが東京創元社から同名書籍として刊行中[54]。
- 『死美人』（小山書店『黒岩涙香集　日本探偵小説代表作集1』1956年）- フォルチュネ・デュ・ボアゴベイ作『ルコック氏の晩年』（La Vieillesse de Monsieur Lecoq）の黒岩涙香による翻案小説を現代語訳（完全新版・河出書房新社、2018年）

#### 連作・合作小説
- 『五階の窓』（『新青年』1926年5月） - リレー連作小説の第1回目を担当
- 『空中紳士』（原題：飛機睥睨）（『新青年』1928年2月 - 9月） - 乱歩を含む5人の作家による合作
- 『江川蘭子』（『新青年』1930年9月） - リレー連作小説の第1回目を担当
- 『殺人迷路』（『探偵倶楽部』1932年10月） - 全集の付録冊子に連載されたリレー連作小説の第5回目を担当
- 『黒い虹』（『婦人公論』1934年1月） - リレー連作小説の第1回目を担当
- 『畸形の天女』（『宝石』1953年10月）
- 『女妖』（『探偵実話』1954年1月）
- 『悪霊物語』（『講談倶楽部』1954年8月） - 乱歩、角田喜久雄、山田風太郎の3人の作家による合作
- 『大江戸怪物団』（『面白倶楽部』1955年7月）

#### 児童向け作品

##### 少年探偵団・怪人二十面相もの
一部明智小五郎や二十面相が登場しない作品もある。
- 『怪人二十面相』（『少年倶楽部』1936年1月 - 12月）
- 『少年探偵団』（『少年倶楽部』1937年1月 - 12月）
- 『妖怪博士』（『少年倶楽部』1938年1月 - 12月）
- 『大金塊』（『少年倶楽部』1939年1月 - 1940年2月）
- 『青銅の魔人』（『少年』1949年1月 - 12月）
- 『虎の牙』（『少年』1950年1月 - 12月）、※ポプラ社版では「地底の魔術王」
- 『透明怪人』（『少年』1951年1月 - 12月）
- 『怪奇四十面相』（『少年』1952年1月 - 12月）
- 『宇宙怪人』（『少年』1953年1月 - 12月）
- 『鉄塔の怪人』（『少年』1954年1月 - 12月）、※ポプラ社版では「鉄塔王国の恐怖」
- 『灰色の巨人』（『少年クラブ』1955年1月 - 12月）
- 『海底の魔術師』（『少年』1955年1月 - 12月）
- 『黄金の虎』（「探偵少年」改題 『読売新聞』1955年1月 - 12月）
- 『天空の魔人』（『少年クラブ増刊』1956年1月15日）
- 『黄金豹』（『少年クラブ』1956年1月 - 12月）
- 『魔法博士』（『少年』1956年1月 - 12月）
- 『サーカスの怪人』（『少年クラブ』1957年1月 - 12月）
- 『妖人ゴング』（『少年』1957年1月 - 12月）、※ポプラ社版では「魔人ゴング」
- 『魔法人形』（『少女クラブ』1957年1月 - 12月）、※ポプラ社版では「悪魔人形」
- 『まほうやしき』（『たのしい三年生』1957年1月 - 3月）
- 『赤いカブトムシ』（『たのしい三年生』1957年4月 - 1958年3月）
- 『奇面城の秘密』（『少年クラブ』1958年1月 - 12月）
- 『夜光人間』（『少年』1958年1月 - 12月）
- 『塔上の奇術師』（『少女クラブ』1958年1月 - 12月）
- 『鉄人Q』（『小学四年生』1958年4月 - 1959年3月、『小学五年生』1959年4月 - 1960年3月）
- 『ふしぎな人』（「ふしぎな人」、『たのしい二年生』1958年8月 - 1959年3月、続けて「名たんていと二十めんそう」、『たのしい三年生』1959年4月 - 12月）
- 『仮面の恐怖王』（『少年』1959年1月 - 12月）
- 『かいじん二十めんそう』（『たのしい二年生』1959年10月 - 1960年3月）
- 『かいじん二十めんそう』（『たのしい一年生』1959年11月 - 1960年3月、続けて『たのしい二年生』1960年4月 - 12月）
- 『電人M』（『少年』1960年1月 - 12月）
- 『おれは二十面相だ!!』（『小学六年生』1960年4月 - 1961年3月）、※ポプラ社版では「二十面相の呪い」
- 『怪人と少年探偵』（『こども家の光』1960年9月 - 1961年9月）
- 『妖星人R』（『少年』1961年1月 - 12月）、※ポプラ社版では「空飛ぶ二十面相」
- 『超人ニコラ』（『少年』1962年1月 - 12月）、※ポプラ社版では「黄金の怪獣」

##### 児童向け作品（ノンシリーズ ）
- 『新宝島』（『少年倶楽部』1940年4月 - 1941年3月）
- 『智恵の一太郎』（『少年倶楽部』1942年1月 - 1943年4月）[※ 8]

### 随筆・評論
- 『悪人志願』博文館（1929年）
- 『鬼の言葉』春秋社（1936年）
- 『幻影の城主』かもめ書房（1947年）
- 『随筆探偵小説』清流社（1947年）
- 『幻影城』岩谷書店（1951年）、評論集
- 『続・幻影城』早川書房（1954年）、評論集。類別トリック集成を含む。
- 『探偵小説三十年』岩谷書店（1954年）
- 『探偵小説の「謎」』社会思想研究会出版部 現代教養文庫（1956年）
- 『海外探偵小説作家と作品』早川書房（1957年）評論集
- 『わが夢と真実』東京創元社（1957年）。それまでの随筆のうち、乱歩自身にかかわるものを収録したもの。
- 『乱歩随筆』青蛙房（1960年）
- 『探偵小説四十年』桃源社（1961年）。自伝的回想録で、乱歩の目を通し描かれた初期日本探偵文壇史とでも称すべきもので、貴重な文献資料でもある。
- 『彼・幻影の城』東都書房（1963年）

## 翻案作品

### 映画
多数あり。「明智小五郎」も参照のこと。以下はその一部である。
- 一寸法師（1927年）
- パレットナイフの殺人（1946年）
- 一寸法師（1948年）
- 氷柱の美女（1950年）
- 怪人二十面相（1954年）
- 青銅の魔人 (1955年)
- 一寸法師 (江戸川乱歩の一寸法師)（1955年）
- 少年探偵団/妖怪博士（1956年）
- 少年探偵団/二十面相の悪魔（1956年）
- 死の十字路（1956年）
- 少年探偵団/かぶと虫の妖奇（1957年）
- 少年探偵団/鉄塔の怪人（1957年）
- 少年探偵団/二十面相の復讐（1957年）
- 少年探偵団/夜光の魔人（1957年）
- 少年探偵団/透明怪人（1958年）
- 少年探偵団/首なし男（1958年)
- 少年探偵団/敵は原子潜航艇（1959年）
- 蜘蛛男（1958年）
- 黒蜥蜴（1962年）
- 黒蜥蜴（1968年）
- 盲獣（1969年）
- 江戸川乱歩全集 恐怖奇形人間（1969年）
- 屋根裏の散歩者（1970年）
- 江戸川乱歩猟奇館 屋根裏の散歩者（1976年）
- 江戸川乱歩の陰獣（1977年）
- 押繪と旅する男（1994年）
- 屋根裏の散歩者（1994年）
- RAMPO（1994年）
- 人でなしの恋（1995年）
- 人間椅子（1997年）
- D坂の殺人事件（1998年）
- 双生児 -GEMINI-（1999年）
- 盲獣vs一寸法師（2001年、公開は2004年）
- 乱歩地獄（2005年）
- 人間椅子（2006年）
- 屋根裏の散歩者（2007年）
- 陰獣（フランス映画　2009年）
- 失恋殺人（2010年）
- キャタピラー（2010年）※当初、乱歩の『芋虫』原作と言われていたが、その後製作者側は公式には乱歩原作という表記を撤回している。
- D坂の殺人事件（2015年）
- 屋根裏の散歩者（2016年）
- メビウスの悪女 赤い部屋（2020年）※乱歩の『双生児』が原案
- 裸の天使 赤い部屋（2021年）※乱歩の『畸形の天女』が原案
- 聖なる蝶 赤い部屋（2021年）※乱歩の『悪魔人形』が原案
- 人でなしの恋（2022年）

### テレビドラマ
- 江戸川乱歩シリーズ 明智小五郎（東京12チャンネル 1970年）
- 江戸川乱歩の美女シリーズ（テレビ朝日系 1977年 - 1985年）
- 乱歩〜妖しき女たち〜（TBSテレビ 1994年）
- 乱歩R（日本テレビ系 2004年）
- シリーズ・江戸川乱歩短編集（NHK 2016年 - 2021年）

### 漫画
乱歩作品の漫画化は、藤子不二雄による子供向けの『少年探偵団』ものが1959年（昭和34年）に発表されている。初の成人向け作品の漫画化としては、1970年（昭和45年）に少年誌『週刊少年キング』が「江戸川乱歩恐怖シリーズ」と銘打ち、エログロ物を含む乱歩作品を横山光輝、桑田次郎、古賀新一、石川球太の四者に競作させている。
- 怪人二十面相（藤子不二雄 1959年）
- 白髪鬼（横山光輝 1970年）
- 地獄風景（桑田次郎 1970年）
- 屋根裏の散歩者（古賀新一 1970年）
- 人間椅子、芋虫、白昼夢、お勢地獄（お勢登場）（石川球太 1970年）
- 黒とかげ（高階良子 1971年4月 - 8月 原題『黒蜥蜴』）
- 血とばらの悪魔（高階良子 1971年11月 - 1972年2月 原題『パノラマ島奇談』）
- 巡礼萬華鏡（真崎守 1973年）
- ドクターGの島（高階良子 1974年4月 - 1974年8月 原題『孤島の鬼』）
- 陰獣（古賀新一 1984年）
- 江戸川乱歩 屋根裏の散歩者（長田ノオト 1994年）
- お勢登場（池上遼一 1996年）
- 大暗室（山田貴敏 1997年）
- 妖怪博士（山田貴敏 1997年）
- 人間椅子（有沢遼 1997年）
- 江戸川乱歩のパノラマ島奇談（長田ノオト 1999年）
- 名工のカタルシス（木暮峰 2004年 原題『人間椅子』）
- パノラマ島綺譚（丸尾末広 2007年）
- 百面相役者（東元 2007年）
- 双生児（東元 2007年）
- 人間椅子（東元 2007年）
- 鏡地獄（東元 2008年）
- 人でなしの恋（東元 2008年）
- 赤い部屋（東元 2008年）
- 怪人二十面相（山田貴敏）
- 大金塊（山田貴敏）
- 江戸川乱歩の押絵と旅する男（長田ノオト）
- 江戸川乱歩の孤島の鬼（長田ノオト）
- 芋虫（丸尾末広）
- 江戸川乱歩異人館（山口譲司 2010年 - 2015年）
- 乱歩アナザー -明智小五郎狂詩曲-（薫原好江）

### テレビアニメ
- わんぱく探偵団（フジテレビ系、1968年2月1日から同年9月26日まで全35話、制作：虫プロダクション）。
- 乱歩奇譚 Game of Laplace（フジテレビ系、2015年7月から9月まで）
- TRICKSTER -江戸川乱歩「少年探偵団」より-（TOKYO MXほか、2016年10月から3月まで）
- 超・少年探偵団NEO（TOKYO MXほか、2017年1月）

## 派生作品

### 乱歩が登場するフィクション
- 『目羅博士』など、一部の作品は「私が聞いたり見たりした話を元に書いた」という体裁を取っており[※ 9]、聞き手として乱歩が出てくる。
- 江戸川乱歩『陰獣』：自身をパロディした作家「大江春泥」が登場。春泥の本名「平田一郎」も乱歩の本名「平井太郎」をもじっている。
- 横溝正史『呪いの塔』1932年：上記『陰獣』をさらに捻った推理パロディ長編。意外性を狙っているため、乱歩に相当する人物は、親友の横溝以外には困難だったであろう遠慮会釈のない造形となっている。
- 斎藤栄『乱歩幻想譜』1974年、のち双葉文庫：乱歩を主人公にして、作品世界と関連した事件に次々と遭遇する連作短編。
- 加納一朗『浅草ロック殺人事件』1985年：乱歩をモデルとした探偵作家「香川幻夢」が登場。
- 久世光彦『一九三四年冬―乱歩』初刊1993年、創元推理文庫、2013年（新版）：山本周五郎賞受賞。
- 川田武『乱歩邸土蔵伝奇』光文社文庫、2002年
- 『乱歩の幻影』日下三蔵編、ちくま文庫、1999年
- 『江戸川乱歩に愛をこめて』ミステリー文学資料館編、光文社文庫、2011年

以下は小説以外
- 映画『RAMPO』1994年：乱歩役は竹中直人。
- 映画『まぼろし探偵 地底人襲来』1960年：乱歩のパロディである作家「江戸山散歩」がキャラクターとして登場。
- 映画『シルバー假面』2006年：作家になる前の「平井太郎」として登場。
- 映画『ゴーストライターホテル』2012年：著名な作家たちが執筆のために宿泊したというホテル「本天堂」に現れる作家の霊の一体として。乱歩役はカンニング竹山。
- 舞台『サンタクロースが歌ってくれた』（演劇集団キャラメルボックス）：作家になる前の「平井太郎」として劇中映画「ハイカラ探偵物語」に芥川龍之介と共に黒蜥蜴を追い詰める探偵役として登場し、スクリーンから飛び出した黒蜥蜴を追って芥川と共にスクリーンから飛び出す。太郎役は上川隆也と岡田達也（2010年10日限定公演のみ）。
- テレビアニメ『啄木鳥探偵處』2020年：作家になる前の「平井太郎」として登場。
- 漫画・テレビアニメ『文豪ストレイドッグス』2013年 - ：文豪をモチーフとしたキャラクターの一人として登場し、「超推理」の異能力を持つ[55]。
- テレビドラマ『探偵ロマンス』2023年。：太郎役は濱田岳。